# Nedansjö
Nedansjö är en tätort i Sundsvalls kommun.
Nedansjö ligger i Ljungans dalgång, cirka 28 kilometer väster om Sundsvall. Den cirka 2 mil långa Stödesjön avslutas i Nedansjö och övergår återigen till älv. Europaväg 14 passerar orten.

## Befolkningsutveckling
| Befolkningsutvecklingen i Nedansjö 1975–2020 | Befolkningsutvecklingen i Nedansjö 1975–2020 | Befolkningsutvecklingen i Nedansjö 1975–2020 | Befolkningsutvecklingen i Nedansjö 1975–2020 | Befolkningsutvecklingen i Nedansjö 1975–2020 |
| -------------------------------------------- | -------------------------------------------- | -------------------------------------------- | -------------------------------------------- | -------------------------------------------- |
|                                              |                                              |                                              |                                              |                                              |
| År                                           |                                              |                                              | Folkmängd                                    | Areal (ha)                                   |
| 1975                                         | 1975                                         |                                              | 224                                          |                                              |
| 1980                                         | 1980                                         |                                              | 218                                          |                                              |
| 1990                                         | 1990                                         |                                              | 255                                          | 41                                           |
| 1995                                         | 1995                                         |                                              | 305                                          | 44                                           |
| 2000                                         | 2000                                         |                                              | 289                                          | 44                                           |
| 2005                                         | 2005                                         |                                              | 267                                          | 44                                           |
| 2010                                         | 2010                                         |                                              | 257                                          | 44                                           |
| 2015                                         | 2015                                         |                                              | 310                                          | 96                                           |
| 2020                                         | 2020                                         |                                              | 216                                          | 67                                           |
| Anm.: Ny tätort 1975                         |                                              |                                              |                                              |                                              |